# Psicologia culturale
La psicologia culturale studia le regole adottate dall'uomo al fine di creare significati all'interno di contesti culturali. 
In altre parole, la psicologia culturale si pone l'obiettivo di verificare in che misura la mente e la vita umana sono lo specchio della cultura (oltre che della storia individuale e dei fenomeni biologici).
Tale concetto, ovvero come la cultura e la psiche si completino a vicenda, è apparso abbastanza recentemente nell'ambito delle teorie psicologiche ed è soggetto a diverse interpretazioni.
Due correnti principali sono comunque riconoscibili: la prima, di origine soprattutto statunitense, designa con questo termine lo studio delle differenze culturali nel comportamento psicologico (in questa accezione si preferisce però il termine "psicologia inter-culturale"); la seconda, prevalentemente di matrice europea, intende per "psicologia culturale" lo studio del rapporto di natura psicologica (quindi sia affettivo che cognitivo) che l'individuo elabora ed intrattiene con la propria cultura.

## Storia
La psicologia culturale si impernia sul concetto di una inscindibile connessione tra i processi mentali e il complesso dei valori, dei significati, dei discorsi, delle pratiche e degli artefatti mediante i quali gli esseri umani empiricamente si relazionano con il mondo e tra essi.
Tra i precursori della psicologia culturale di stampo europeo va considerato Lev Vygotskij, in particolare per la sua opera Pensiero e linguaggio, del 1934, che però fu pubblicata in Russia e rimase a lungo sconosciuta in occidente.
Fu lo psicologo ed antropologo americano Douglass Price-Williams (1924 - 2014) uno dei primi a proporre il termine di "cultural psychology" in una sua conferenza a Honolulu nel 1978, in occasione di un convegno sull'approccio interculturale (Price-Williams, 1979). Più tardi, lo stesso Price-Williams ritornò sul tema, sottolineando come l'approccio interculturale, sia in antropologia che, a maggior ragione, in psicologia, dovesse basarsi su una "psicologia culturale" che ne legittimasse i fondamenti (Price-Williams, 1985).
Ciò nonostante, la cultural psychology anglo-americana rimane ancor oggi orientata al confronto tra diverse culture: il problema della "diversity" continua ad essere una preoccupazione maggiore per la società nordamericana e le sue imprese educative (cfr. Cole, 1996; Shweder, 1991; Stigler et al., 1990).

Anche il noto psicopedagogista Jerome Bruner (1990), che adottò anche lui – dopo molti altri – il termine di psicologia culturale, si allinea a questa corrente: le sue preoccupazioni rimangono legate alla problematica della diversità culturale e del confronto tra culture.
È soprattutto in Europa centrale che la psicologia culturale prende progressivamente forma come disciplina autonoma, distinta dalla psicologia interculturale e intesa come studio del rapporto tra l'individuo e la sua cultura.

Già nel 1957 all'Università Cattolica di Nimega fu istituita una cattedra speciale in cultuurpsychologie e psicologia delle religioni, alla quale fu nominato l'illustre religioso e psicologo olandese Han Fortmann.

Il progetto di allora era però soprattutto di promuovere un approccio "scientifico" allo studio delle religioni, e la psicologia culturale mitteleuropea rimase a lungo assorbita dalle problematiche del vissuto religioso.

Molto più tardi, grazie anche alla progressiva secolarizzazione degli incarichi accademici all'Università di Nimega, prese forma verso la metà degli anni novanta il Nijmegen Cultural Psychology Group, che contribuì a ricentrare la psicologia culturale sulla problematica dello sviluppo dell'identità quale nodo di articolazione tra cultura e individuo (cfr. Baerveldt & Verheggen, 1999; Leerssen & Corbey, 1991; Voestermans, 1999).
La psicologia culturale europea ha forti legami con l'epistemologia genetica piagetiana, della quale condivide l'approccio genetico e costruttivista. Tra gli allievi diretti di Jean Piaget, i contributi più importanti alla psicologia culturale sono quelli di Ernst Boesch, che ha insegnato all'Università di Saarbrücken e ha riconosciuto l'importanza delle influenze culturali sulla psiche, soprattutto durante i molti anni trascorsi in Thailandia (Boesch, 1991). Le sue ricerche sono documentati nell'Archivio Ernst Boesch dell'Università di Bochum in Germania. Vanno menzionati anche Donata Fabbri e Alberto Munari, ambedue professori all'Università di Ginevra (Fabbri, 1993; Fabbri, Formenti & Munari, 1992; Fabbri & Munari, 1984-2005, 1985, 1986, 1991, 1992; Munari, 1989, 1993, 2002).